# Amaro Penna
L'Amaro Penna è un liquore a base di erbe benefiche nato a Sassano, in provincia di Salerno, nel 1902 creato da Alfonso Penna.

## Caratteristiche
L'Amaro Penna è una soluzione idroalcoolica a base di erbe officinali con zucchero e aromi naturali. Si presenta di colore caramello bruno con gradazione alcolica del 27%.
Può essere bevuto liscio oppure con ghiaccio.

## Onorificenze
- Palermo 1909 Esposizione Campionaria Internazionale Diploma di Croce d'Onore al Merito.
- Londra 1910 International Exibition Diploma di Medaglia d'Oro.
- Parigi 1911 Exposition International Diploma di Gran Premio con Medaglia d'Oro.
- Roma 1912 Esposizione Internazionale D'Igiene Sociale Diploma di Medaglia d'Oro.
- Roma 1912 Esposizione Riunite Internazionali Diploma di Gran Premio e Medaglia d'Oro.